# The Best of 2night
The Best of 2night was een radioprogramma van AVROTROS gepresenteerd door Hans Schiffers dat elke zaterdagavond werd uitgezonden op NPO Radio 2. Met name muziek uit de laatste drie decennia kreeg aandacht in dit programma. 
Vast item was The Best of..., waarin luisteraars van tevoren konden stemmen op platen van één artiest die vervolgens in een top 20 werden gezet. De top 5 ervan werd gedraaid en één opmerkelijke plaat die het lijstje net niet haalde.

## Geschiedenis
Tot en met 2015 was The Best of 2night een avondvullend programma van 18.00 uur tot middernacht. In september 2009 werd gestart met het programma, oorspronkelijk een samenwerking tussen VARA, KRO en TROS, die elk twee uur voor hun rekening namen gepresenteerd door respectievelijk Rob Stenders, Bert Haandrikman en Edwin Diergaarde. Toen Rob Stenders halverwege 2010 de VARA en Radio 2 verliet werden zijn uren overgenomen door de AVRO met Hans Schiffers. In 2011 verliet de KRO het programma en daarmee ook presentator Bert Haandrikman. De TROS nam de KRO-uren (tussen 20.00 en 22.00 uur) over met presentator Corné Klijn. Na het stoppen van Edwin Diergaarde bij de TROS werd het programma verdeeld in twee blokken van 3 uur met Hans Schiffers en Corné Klijn als presentator. Na het stoppen van NPO Radio 6 op 1 januari 2016 zijn de zaterdagavond en -nacht op NPO Radio 2 vanaf 21.00 omgedoopt tot Soul Night. De uren van 21.00 tot middernacht worden sindsdien ingevuld door het programma Corné Klijns Soul Sensations. The Best of 2night duurde sindsdien nog maar 3 uur. Met het vertrek van Hans Schiffers naar NPO Radio 5 kwam er eind december 2016 een einde aan het programma. De uren werden toegevoegd aan de Soul Night.
Aan De Slag! · Afslag Thunder Road · Aje Tho! · Annemiekes A-lunch · Blokhuis · Bureau De Wilt · Bureau Kijk in de Vegte · Corné Klijns Soul Sensations · De Staat van Stasse · De Wild in de Middag · Echt Jasper · Funky Frank's · Giel ·Gijs 2.4 · Grand Café Kranenbarg · Helemaal Haandrikman · Het Platenpaleis · Hey JP! · Holy Hits · Jan-Willem Start Op! · Licence 2 Chill · Mega Album Top 50 · Motel De Wilt · Musical Moods · Muziekcafé · On the Beat · One Night Stenders · Het oor wil ook wat · Paul! · Rabbering Laat · Rarmarmar · RickvanV doet 2 · Rinkeldekinkel · Schiffers.fm · SHAY! · Simone's Songlines · Soul Night met One'sy · Spijkers met koppen · Thank God It's Sunday · The Best of 2night · The Big Frank Show · Thijs · Tijd voor Twee · Van Inkels Choice · Verrukkelijke 15 ·  VrijZaZo Show · Vroeg op Frank · 't Wordt Nu Laat · WILDGROEI · Wout2Day · Yora en Sander, Sander en Yora